# Bodolyabér
Bodolyabér è un comune dell'Ungheria di 320 abitanti (dati 2005) situato nella contea di Baranya, nella regione Transdanubio Meridionale.